# Чемпионат Азербайджана по дзюдо 2022
Чемпионат Азербайджана по дзюдо 2022 года проходил в Баку со 2 по 5 декабря. Соревнования среди мужчин и женщин проходили во Дворце спорта. Всего разыгрывалось 14 комплектов медалей. На турнире принимал участие около 400 дзюдоистов.

## Медалисты

### Мужчины
| Категория    | Золото                            | Серебро                             | Бронза                                                               |
| ------------ | --------------------------------- | ----------------------------------- | -------------------------------------------------------------------- |
| до 60 кг     | Назир Талыбов СОК МЧС             | Кянан Исмаилов СК «Нефтчи», Сумгаит | Ровшан Алиев СК «Нефтчи», Баку Туран Байрамов СК «Атилла»            |
| до 66 кг     | Яшар Наджафов СК «Нефтчи», Баку   | Самир Пириев СК «Атилла»            | Тофиг Мамедов СК «Атилла» Руслан Пашаев Федерация дзюдо Азербайджана |
| до 73 кг     | Нурлан Османов СК «Нефтчи», Баку  | Тельман Велиев СК «Нефтчи», Баку    | Вусал Галандарзаде СК «Атилла» Айхан Танрывердиев ДЮСШ-1, Гянджа     |
| до 81 кг     | Зелим Цкаев СК «Нефтчи», Баку     | Омар Раджабли «IDM», Сумгаит        | Магеррам Имамвердиев СК «Гала» Керим Аллахвердиев СК «Габала», Баку  |
| до 90 кг     | Эльджан Гаджиев СК «Нефтчи», Баку | Паша Алиев «13 İOEUGİM PHŞ»         | Муса Гусейнли СК «Kanokan-TT» Аждар Багиров СО МВД, Баку             |
| до 100 кг    | Зелим Коцоев Judo Club 2012       | Аслан Мирзаев СОК МЧС               | Руслан Насирли СК «Атилла» Орхан Ягубов «13 İOEUGİM PHŞ»             |
| свыше 100 кг | Джамал Гамзатханов СК «Атилла»    | Кянан Насибов СК «Kanokan-TT»       | Джамал Фейзиев СК «Нефтчи», Баку Шахин Гахраманов СК «Нефтчи», Баку  |

### Женщины
| Категория   | Золото                                     | Серебро                              | Бронза                                                                      |
| ----------- | ------------------------------------------ | ------------------------------------ | --------------------------------------------------------------------------- |
| до 48 кг    | Шафаг Гамидова СК «Атилла»                 | Рамиля Алиева СК «Атилла»            | Аиша Гурбанлы СК «Атилла» Кёнуль Алиева СК «Нефтчи», Баку                   |
| до 52 кг    | Айдан Велиева СК «Нефтчи», Баку            | Зейнаб Мамедова Judo Club 2012       | Хадиджа Гадашова СК «Атилла» Айтен Вердиева «Тахсил», Сумгаит               |
| до 57 кг    | Фидан Ализаде СК «Нефтчи», Баку            | Сабина Алиева «Тахсил», Сумгаит      | Нурай Гулиева Хырдалан, Апшеронский район Вусаля Керимова СК «Нефтчи», Баку |
| до 63 кг    | Айтадж Гардашханлы СК «Нефтчи», Баку       | Наргиз Гаджиева СК «Нефтчи», Баку    | Диана Шоранова СК «Kanokan-TT» Рахида Джавадова СОЦ «Туран»                 |
| до 70 кг    | Гюнель Гасанлы Хырдалан, Апшеронский район | Судаба Агаева СК «Атилла»            | Айсу Гасанова ДЮСШ-8 Парвана Абдуллаева Евлахский район                     |
| до 78 кг    | Нармин Амирли СК «Атилла»                  | Айтекин Пашазаде Исмаиллинский район | Самая Алиева «Тахсил», Баку                                                 |
| свыше 78 кг | Нигяр Сулейманова СК «Нефтчи», Баку        | Гонча Джафарли СК «Нефтчи», Баку     | Эльнара Рашидова «IDM», Сумгаит Хадиджа Рашидова «IDM», Сумгаит             |

### Командное первенство
| Дисциплина           | Золото    | Серебро  | Бронза     |
| -------------------- | --------- | -------- | ---------- |
| Командное первенство | Neftchi-1 | Atilla-1 | Kanokan-TT |
| Командное первенство | Neftchi-1 | Atilla-1 | Neftchi-2  |